# Greatest Hits (álbum de Guns N' Roses)
Greatest Hits (En español: Grandes éxitos) es un álbum recopilatorio de la banda estadounidense de hard rock Guns N' Roses, publicado el 23 de marzo de 2004 por el sello Geffen Records en parte debido a la demora en la realización del álbum de estudio titulado Chinese Democracy, el álbum fue objeto de demandas por parte de los integrantes de la banda, Axl Rose y exintegrantes de la banda, en un intento de bloquear su lanzamiento debido a su lista de canciones.
A pesar de que el álbum casi no tiene promoción, alcanzó el número uno en la lista de álbumes del Reino Unido y el número tres en la lista Billboard 200 tras su lanzamiento. Greatest Hits volvió a entrar en el Billboard 200 en el número tres en marzo de 2012, vendiendo alrededor de 85 mil copias como parte de una promoción tanto de Amazon como de Google Play que vio el álbum vendido por 25 centavos por un día. El álbum recopilatorio ha demostrado ser un éxito de ventas, vendiendo más de seis millones de copias en los Estados Unidos hasta el año 2018. Greatest Hits es uno de los álbumes con mayor trayectoria en Billboard 200', siendo uno de los siete álbumes en alcanzar al menos 400 semanas en la lista para junio de 2017. En julio de 2018, ha pasado 441 semanas en la lista.
Este Grandes éxitos contiene 14 canciones y recorre toda la carrera del grupo musical desde sus inicios. Además se incluye por primera vez la canción de The Rolling Stones «Sympathy for the Devil» perteneciente a la banda sonora de la película de 1994 Entrevista con el vampiro. El álbum ha vendido en todo el mundo alrededor de 13 millones de unidades.

## Antecedentes
Axl Rose, todavía trabajando en el nuevo álbum Chinese Democracy, libró una batalla legal para evitar la publicación de esta colección, convencido de que desviaría la atención del material inédito. El cantante estaba respaldado por los exintegrantes de la banda Slash y Duff McKagan, aunque ya no hablaban en persona en ese momento. El sello Geffen Records declaró: "Axl Rose había tenido todo el tiempo que necesitaba para cumplir con sus compromisos contractuales con el lanzamiento de un nuevo álbum, pero que esto no ha sucedido". En consecuencia, la compañía discográfica hizo esta colección para llenar este vacío.

## Recepción y críticas
El álbum recibió críticas mixtas, y varios críticos se quejaron de la lista de canciones, sintiendo que faltaban varias canciones reconocidas.

"Tiene todas las características de una compilación descuidada, hecha apresuradamente por el sello como una forma de ganar tiempo entre lanzamientos. No hay notas de fondo, el embalaje de cartón es endeble y la remasterización no es notable".
AllMusic

A pesar de la ausencia de cualquier forma de promoción y de sencillos inéditos para lanzar, Greatest Hits alcanzó la cima de las listas británicas, mientras que en Estados Unidos ocupó el tercer lugar. En general, alcanzó las primeras posiciones en los principales listas musicales del mundo. La compilación ha mantenido ventas constantes durante muchos años, convirtiéndose en uno de los registros más duraderos en el Billboard 200, donde registró un éxito de 400 semanas en junio de 2017. Según los datos actualizados a 2018, el álbum ha vendido más de 13.500.000 de copias en todo el mundo.

## Reedición en vinilo
En el mes de julio de 2020, Guns N' Roses anunció la reedición del recopilatorio, por primera vez editado en vinilo. Dicha reedición se publicó el 28 de agosto.
El disco se publicó en vinilos de 180 gramos de color negro, aunque se puede adquirir una edición limitada con colores dorado, rojo y blanco. También hay una edición rara en picture disc que puede adquirirse en la tienda oficial de la banda.
Como novedad, esta reedición en vinilo contiene la canción «Shadow of Your Love», grabado originalmente en noviembre de 1986 y que ya apareció, previamente, en el box set especial de Appetite for Destruction.

## Lista de canciones

### Lanzamiento original
| N.º | Título                                                   | Escritor(es)                    | Álbum original           | Duración |  |
| 1.  | «Welcome to the Jungle»                                  | Axl Rose                        | Appetite for Destruction | 4:31     |  |
| 2.  | «Sweet Child o' Mine»                                    | Axl Rose                        | Appetite for Destruction | 5:55     |  |
| 3.  | «Patience»                                               | Izzy Stradlin                   | G N' R Lies              | 5:56     |  |
| 4.  | «Paradise City»                                          | Axl Rose                        | Appetite for Destruction | 6:47     |  |
| 5.  | «Knockin' on Heaven's Door» (Versión de Bob Dylan)       | Bob Dylan                       | Use Your Illusion II     | 5:36     |  |
| 6.  | «Civil War»                                              | Axl Rose                        | Use Your Illusion II     | 7:42     |  |
| 7.  | «You Could Be Mine»                                      | Axl Rose, Izzy Stradlin         | Use Your Illusion II     | 5:43     |  |
| 8.  | «Don't Cry» (Original)                                   | Axl Rose, Izzy Stradlin         | Use Your Illusion I      | 4:45     |  |
| 9.  | «November Rain»                                          | Axl Rose                        | Use Your Illusion I      | 8:56     |  |
| 10. | «Live and Let Die» (Versión de Wings)                    | Paul McCartney, Linda McCartney | Use Your Illusion I      | 3:02     |  |
| 11. | «Yesterdays»                                             | Axl Rose                        | Use Your Illusion II     | 3:16     |  |
| 12. | «Ain't It Fun» (Versión de The Dead Boys)                | Cheetah Chrome, Peter Laughner  | The Spaghetti Incident?  | 5:07     |  |
| 13. | «Since I Don't Have You» (Versión de The Skyliners)      | Joseph Rock, James Beaumont     | The Spaghetti Incident?  | 4:19     |  |
| 14. | «Sympathy for the Devil» (Versión de The Rolling Stones) | Mick Jagger, Keith Richards     | Greatest Hits            | 7:35     |  |

### Reedición de 2020
| N.º | Título                                                   | Escritor(es)                         | Album original                                  | Duración |  |
| 1.  | «Welcome to the Jungle»                                  | Guns N' Roses                        | Appetite for Destruction                        | 4:32     |  |
| 2.  | «Sweet Child o' Mine»                                    | Guns N' Roses                        | Appetite for Destruction                        | 5:55     |  |
| 3.  | «Shadow of Your Love»                                    | Axl Rose, Izzy Stradlin, Paul Tobias | Appetite for Destruction (Super Deluxe Edition) | 3:06     |  |
| 4.  | «Patience»                                               | Guns N' Roses                        | G N' R Lies                                     | 5:56     |  |
| 5.  | «Paradise City»                                          | Guns N' Roses                        | Appetite for Destruction                        | 6:47     |  |
| 6.  | «Knockin' on Heaven's Door» (Version de Bob Dylan)       | Bob Dylan                            | Use Your Illusion II                            | 5:36     |  |
| 7.  | «Civil War»                                              | Axl Rose                             | Use Your Illusion II                            | 7:42     |  |
| 8.  | «You Could Be Mine»                                      | Axl Rose, Izzy Stradlin              | Use Your Illusion II                            | 5:44     |  |
| 9.  | «Don't Cry» (Original)                                   | Axl Rose, Izzy Stradlin              | Use Your Illusion I                             | 4:44     |  |
| 10. | «November Rain»                                          | Axl Rose                             | Use Your Illusion I                             | 8:57     |  |
| 11. | «Live and Let Die» (Version de Wings)                    | Paul McCartney, Linda McCartney      | Use Your Illusion I                             | 3:02     |  |
| 12. | «Yesterdays»                                             | Axl Rose                             | Use Your Illusion II                            | 3:14     |  |
| 13. | «Ain't It Fun» (Version de The Dead Boys)                | Cheetah Chrome, Peter Laughner       | The Spaghetti Incident?                         | 5:06     |  |
| 14. | «Since I Don't Have You» (Version de The Skyliners)      | Joseph Rock, James Beaumont          | The Spaghetti Incident?                         | 4:19     |  |
| 15. | «Sympathy for the Devil» (Version de The Rolling Stones) | Mick Jagger, Keith Richards          | Greatest Hits                                   | 7:36     |  |

## Personal
- Axl Rose: Voz.
- Slash: Guitarra líder.
- Duff McKagan: Bajo.
- Izzy Stradlin: Guitarra rítmica (Pistas 1 - 11).
- Matt Sorum: Batería (Pistas 5 y 7 - 14).
- Dizzy Reed: Teclado (Pistas 5 - 14).
- Steven Adler: Batería (Pistas 1 - 4 y 6).
- Gilby Clarke: Guitarra rítmica (Pistas 12 y 13).
- Paul Huge: Guitarra rítmica (Pista 14).